# Mica Paris
Michelle Antoinette Wallen (Islington, 27 april 1969) is een Britse zangeres (soul, gospel, r&b, jazz), presentatrice en actrice. Paris bracht in 1988 haar debuutalbum So Good uit, met onder meer My One Temptation en Where Is the Love. Sindsdien heeft ze nog de zeven albums Contribution (1990), Whisper a Prayer (1993), Black Angel (1998), If You Could Love Me (2005), Soul Classics (2005), Born Again (2009) en Gospel (2020) uitgebracht. In 2020 werd Paris in de BBC-soapserie EastEnders gecast als Ellie Nixon.

## Biografie
Paris groeide op als vocaliste in de kerk van haar grootouders en was in haar tienerjaren regelmatig te horen bij het gospelkoor The Spirit of Watts, waarmee ze in 1985 op de ep Gospel Joy zong. Op 17-jarige leeftijd werd ze achtergrondzangeres bij de Britse band Hollywood Beyond en verscheen ze op hun album If (1985). In 1988 bracht ze op 19-jarige leeftijd haar debuut-platina-album So Good uit bij 4th & B'way Records, met My One Temptation als leadsingle. Dit leidde tot een samenwerking met de Amerikaanse soulzanger Will Downing op een coverversie van de klassieker Where Is the Love, een nummer dat beroemd werd gemaakt door Donny Hathaway en Roberta Flack in het begin van de jaren 1970.
Het vervolgalbum Contribution werd uitgebracht in 1990. Dit breidde Paris' soul- en gospelstijl uit met hiphop- en house-invloeden. Het album bevatte het nummer If I Love U 2nite, geschreven door Prince en opgenomen in zijn Paisley Park-studio's. Met de klassiek geschoolde muzikant Omar Lye-Fook nam Paris in 1990 I Should've Known Better op. Het werd uitgegeven met als B-kant South of the River. Paris nam ook op met Anita Baker, Bonnie Raitt en Natalie Cole op het album Nelson Mandela: An International Tribute for a Free South Africa (1990) en leverde het daaropvolgende jaar het titelnummer van de filmsoundtrack van Young Soul Rebels van Isaac Julien. Ze werkte samen met de saxofonist Courtney Pine (Redemption Song, 1992), de Stereo MC's (Don't Let Up, 1992) en Bobby Womack (I Wish I'd Never Met You, 1991).
Haar derde album was Whisper a Prayer (1993), waaronder de singles I Never Felt Like This Before en I Wanna Hold On To You, evenals You Put a Move on My Heart, dat later in 1995 werd opgenomen door Tamia op Quincy Jones' album Q's Jook Joint. Dit werd gevolgd door samenwerking met Guru op zijn album Jazzmatazz II (Looking Through Darkness in 1995), Mark Morrison (Tears For You, 1996) en met Maxwell (Mantra, 1996). Paris bracht in 1998 het album Black Angel uit bij Chrysalis Records. Het bevatte een coverversie van One van U2 en een duet met James Ingram. Black Angel produceerde nog twee Top 20 singles met Stay en Carefree. Meer samenwerkingen volgden met Omar Lye-Fook (Confection, 1994), Max Beesley (High Vibes, 1994), Dubversive (Police & Thieves, 1998), het Mobo All Stars compilatiealbum in 1998, Mister Exe (One Million Smiles, 1998), Prince (Just My Imagination, 2000) en Boy George (I Could Be Someone, 2000). In 2001 volgde een samenwerking met David Gilmour en Jools Holland op het nummer I Put A Spell On You van Screamin' Jay Hawkins. Het trio kwam speciaal voor dit nummer weer bij elkaar.
Twee jaar later leende Paris haar stem aan de Walt Disney Pictures (Touchstone Pictures)-soundtrack voor High Heels and Low Lifes, die later werd opgenomen op het Primal Screen-soundtrack-compilatiealbum (2001). In 2003 bracht Paris de Moby sampling Heart uit met Seraphim Suite. Paris trad ook op op het podium bij Omar voor zijn optreden in The Shepherds Bush Empire. Ze droeg ook bij aan het nummer I Don't Understand op het album Milk & Sugar. In 2004 was Paris te gast op het album Inspirations van The New Inspirational Choirations, samen met Keisha White en Jocelyn Brown. In 2005 bracht Paris het album If You Could Love Me (Wounded Bird Records) uit, met de steun van The Brecker Brothers op het titelnummer, en met uitvoerend producent Andreas Neumann en producent Bernard Grobman. Ook in 2005 bracht ze het album Soul Classics uit, met de uitvoerende producenten Rick Blaskey en Andreas Neumann. Paris werkte samen met Lemar aan het nummer Can't You See op zijn album The Truth About Love in 2006 en in februari 2008 bracht ze het duet Secret Lovers uit met Alexander O'Neal. Dit werd gevolgd door een optreden in de Indigo at The O2.
In juni 2009 bracht ze haar zesde studioalbum Born Again uit. Ze begon aan een landelijke tournee, met afspraken in het Jazz Café in februari 2009 om het materiaal te laten zien. Het album werd geproduceerd door Brian Rawling. James Morrison schreef Paris' eerste single Baby Come Back Now. Ze bracht de tweede single Born Again uit op 17 augustus 2009. Het nummer The Hardest Thing werd geremixt door Stonebridge, Almighty en 2Darc. Paris trad op in verschillende zalen, voorafgaand aan de publicatie van het album in maart 2010 van het titelnummer Born Again.
In 2020 keerde Paris terug naar haar roots op het album Gospel.

## Andere ondernemingen

### Televisie en radio
In 2002 presenteerde Paris het programma Soul Solutions op BBC Radio 2 en versloeg verschillende muziekdocumentaires voor de zender. Ze presenteerde ook de Channel 4 televisiedocumentaire The Gospel of Gospel uit 2002, die de invloed van de zwarte Amerikaanse kerktraditie op de popmuziek onthulde met Nottingham Post op 15 april 2016. De documentaire werd geproduceerd en geregisseerd door David Upshal en bevat bijdragen van Ray Charles, Isaac Hayes, B.B. King, Al Green, Chaka Khan, Alexander O'Neal, Edwin Hawkins, The Blind Boys of Alabama en Mary Mary. Verder zond ze de tweedelige show Purple Reign: The Prince Story uit bij BBC Radio 2, die de hele controversiële carrière van de Amerikaanse artieste omvatte en waarin interviews met George Clinton, Chaka Khan en Jimmy Jam te horen waren. Ze was ook verteller van een bekroonde documentaire met Diana Ross, waarin ze zich richtte op haar Europese en internationale succes in plaats van op haar megastatus in de Staten. In 2005 verscheen ze in week drie van de ITV-realiteitsserie Hit Me, Baby, One More Time, die werd gewonnen door Carol Decker. In datzelfde jaar verscheen ze in de tweede serie van Come Dine with Me en was ze de winnaar van week één. Vanaf 2007 was ze twee seizoenen lang mede-presentator van het populaire consumentenprogramma What Not to Wear bij BBC Television. Andere televisieprogramma's volgden, waarbij Paris een deskundig jurylid was bij Miss Naked Beauty van Gok Wan voor Channel 4 en CelebAir voor ITV.
In 2007 speelde ze de rol van de fictieve Amerikaanse jazzzangeres Amelia Walker in At Bertram's Hotel, een aflevering van de serie Miss Marple. Tijdens het drama geeft het personage een concert in de Royal Albert Hall en zong ze ook met de band van Louis Armstrong, die in de eetkamer van het hotel repeteerde, terwijl beiden te gast waren in het hotel. Op 8 juli 2008 verschenen Paris, haar moeder, vader en zus als The Paris Brigade in aflevering 9 van The F Word van Gordon Ramsay als onderdeel van de celebrity brigades series. Paris bleef verschijnen in verschillende televisieprogramma's, zoals de nieuwsprogramma's van The Wright Stuff van Channel 5, Loose Women van ITV1, The Michael Ball Show en het programma Strictly Come Dancing van BBC One.
In 2013 werd Paris een vaste gast in de ITV-show This Morning. In februari 2017 stond ze gedurende twee weken van 22 uur 's avonds tot middernacht voor Craig Charles in zijn zaterdagavond House Party op BBC Radio 2. Ze viel later in voor Trevor Nelson van 20 uur tot 22 uur in zijn Saturdaynight Rhythm Nation op hetzelfde kanaal in april 2017. In oktober 2017 speelde ze een medley van jaren 1980 klassiekers bij Children in Need Rocks the 80s van BBC1. In 2020 werd Paris gecast in de soap-opera EastEnders als Ellie Nixon.

### Theater
In 1993 speelde Paris in de twee West End theatershows Mama I Want to Sing en Sweet Lorraine. In oktober 2004 nam ze deel aan de Britse tournee van het toneelstuk The Vagina Monologues. In de zomer van 2015 nam ze deel aan de Britse tournee van de musical Love Me Tender. In 2019 speelde Paris in een productie van Fame.

### Boek
Tijdens de presentatie van What Not To Wear kwam Paris veel vrouwen tegen, wiens verhalen haar raakten. Ze begon haar eigen leven en keuzes te onderzoeken en was genoodzaakt haar verhaal te vertellen om die vrouwen en anderen vertrouwen en gevoel van eigenwaarde te geven. Haar boek Beautiful Within: Finding Happiness and Confidence in Your Own Skin werd gepubliceerd door Simon & Schuster UK; ISBN 1-84737-085-3. De paperback werd uitgebracht in augustus 2008.

## Liefdadigheidswerk
Paris heeft een kussensloop ontworpen voor ByteNight, een liefdadigheidsevenement dat wordt georganiseerd om geld in te zamelen voor de NCH en jeugddakloosheid. Mica is de opdrachtgever van het project Space For Music, het project voor de renovatie van Band on the Wall, een locatie die eigendom is van en geëxploiteerd wordt door de geregistreerde liefdadigheidsorganisatie Inner City Music Ltd. Ze is ook ambassadeur voor de Amy Winehouse Foundation en heeft gezongen bij vele speciale fondsenwervende gelegenheden voor het goede doel, waaronder hun 2012 Ball. Ze steunt ook de No Means No anti-verkrachting- en gendergelijkheidscampagne, die is opgezet door de grootste gratis lokale krant Euro weeknieuws voor Engelse expats in Spanje.

## Prijzen
In 2003 ontving Paris de Gold Badge Award van de British Academy of Composers en Songwriters voor haar speciale bijdrage aan de Britse entertainmentindustrie. In 2004 stond ze in de Top 10 van de 100 Great Black Britons, die werd samengesteld om de prestaties en bijdragen van de Britse zwarte gemeenschap door de eeuwen heen te vieren.
Paris werd benoemd tot lid van de Orde van het Britse Rijk (MBE) in de 2020 Birthday Honours voor verdiensten aan muziek, entertainment en liefdadigheid.

## Privéleven
Paris heeft eerder gesproken over het geplaagd zijn als kind voor het hebben van de naam Michelle als gevolg van de populariteit van Susan Tullys portrettering van Michelle Fowler in EastEnders, waardoor ze de bijnaam en later de professionele naam Mica kreeg.
Paris heeft twee dochters, Monet (1991, met haar ex-man) en Russia-Mae (juni 2006, uit haar vorige relatie met de Duitse filmregisseur Andreas Neumann).
De zus van Paris, Paula Wallen, was ook een popzangeres en ze is de neef van de Engelse bokser Chris Eubank. Paris is ambassadeur van de Metropolitan Police Service sinds 2001, toen haar broer werd doodgeschoten toen hij aan het werk was.
- Bibliothèque nationale de France: cb13964494m (data)
- Gemeinsame Normdatei: 134619153
- International Standard Name Identifier: 0000 0000 7366 5370
- Library of Congress Control Number: n92004709
- MusicBrainz: 8e999f06-978a-4bff-8f18-9832403c1da6
- Nederlandse Thesaurus van Auteursnamen: 074956299
- Virtual International Authority File: 64198214
- WorldCat: E39PBJymDHqydYhWCvD6VDCJDq